# Rumæniens fodboldlandshold
Rumæniens fodboldlandshold (rumænsk: Echipa națională de fotbal a României) er det nationale fodboldhold i Rumænien, og landsholdet bliver administreret af Federaţia Română de Fotbal. Holdet har deltaget syv gange i VM og fire gange i EM.

## Historie
Rumænien spillede sin første landskamp den 8. juni 1922, da Jugoslavien var modstanderen i et opgør i Beograd. Holdet deltog ved samtlige de tre første VM-slutrunder der blev afholdt, men blev dog slået ud efter 1. runde i dem alle. Det samme gjorde sig gældende ved den 4. VM-deltagelse, i 1970, samt ved holdets første deltagelse i EM, der kom i 1984 i Frankrig.
1990'erne blev rumænernes storhedstid, idet holdet kvalificerede sig til både VM i 1990, VM i 1994 og VM i 1998, og gik videre fra gruppespillet i alle turneringerne. Bedst gik det holdet ved VM i 1994, der blev afholdt i USA. Her nåede holdet, med profiler som Gheorghe Hagi, Ilie Dumitrescu, Gheorghe Popescu og Florin Răducioiu på holdet, helt frem til kvartfinalerne, efter undervejs at have besejret blandt andet Argentina. Kvartfinalen blev tabt til Sverige efter en dramatisk kamp med straffesparkskonkurrence.
Udover VM-succesen kvalificerede Rumænien sig også til både EM i 1996 og EM i 2000, hvor man ved sidstnævnte slog både Tyskland og England ud, og gik videre til kvartfinalen. Den blev dog tabt til Portugal.
Siden EM i 2000 har Rumænien kun formået at kvalificere sig til én slutrunde, nemlig EM i 2008. Her kom holdet dog i en svær pulje med Frankrig, Italien og Holland, og måtte rejse hjem efter indledende gruppespil.

### Kvalifikation til VM 2018
| Pos | Hold       | K  | V | U | T | M+ | M- | MF  | P  | Kvalifikation                         |
| --- | ---------- | -- | - | - | - | -- | -- | --- | -- | ------------------------------------- |
| 1   | Polen      | 10 | 8 | 1 | 1 | 28 | 14 | +14 | 25 | Kvalifikation til FIFA World Cup 2018 |
| 2   | Danmark    | 10 | 6 | 2 | 2 | 20 | 8  | +12 | 20 | Gik videre til playoff                |
| 3   | Montenegro | 10 | 5 | 1 | 4 | 20 | 12 | +8  | 16 |                                       |
| 4   | Rumænien   | 10 | 3 | 4 | 3 | 12 | 10 | +2  | 13 |                                       |
| 5   | Armenien   | 10 | 2 | 1 | 7 | 10 | 26 | −16 | 7  |                                       |
| 6   | Kasakhstan | 10 | 0 | 3 | 7 | 6  | 26 | −20 | 3  |                                       |

## Turneringsoversigt

### Europamesterskaberne
| År   | Værtsland         | Rumæniens placering |
| ---- | ----------------- | ------------------- |
| 1960 | Frankrig          | Ikke kvalificeret   |
| 1964 | Spanien           | Ikke kvalificeret   |
| 1968 | Italien           | Ikke kvalificeret   |
| 1972 | Belgien           | Ikke kvalificeret   |
| 1976 | Jugoslavien       | Ikke kvalificeret   |
| 1980 | Italien           | Ikke kvalificeret   |
| 1984 | Frankrig          | Indledende runde    |
| 1988 | Vesttyskland      | Ikke kvalificeret   |
| 1992 | Sverige           | Ikke kvalificeret   |
| 1996 | England           | Indledende runde    |
| 2000 | Belgien & Holland | Kvartfinale         |
| 2004 | Portugal          | Ikke kvalificeret   |
| 2008 | Østrig & Schweiz  | Indledende runde    |

### Verdensmesterskaberne
| År   | Værtsland        | Rumæniens placering |
| ---- | ---------------- | ------------------- |
| 1930 | Uruguay          | Indledende runde    |
| 1934 | Italien          | Indledende runde    |
| 1938 | Frankrig         | Indledende runde    |
| 1950 | Brasilien        | Deltog ikke         |
| 1954 | Schweiz          | Ikke kvalificeret   |
| 1958 | Sverige          | Ikke kvalificeret   |
| 1962 | Chile            | Trak sig            |
| 1966 | England          | Ikke kvalificeret   |
| 1970 | Mexico           | Indledende runde    |
| 1974 | Vesttyskland     | Ikke kvalificeret   |
| 1978 | Argentina        | Ikke kvalificeret   |
| 1982 | Spanien          | Ikke kvalificeret   |
| 1986 | Mexico           | Ikke kvalificeret   |
| 1990 | Italien          | 1/8-finale          |
| 1994 | USA              | Kvartfinale         |
| 1998 | Frankrig         | 1/8-finale          |
| 2002 | Sydkorea & Japan | Ikke kvalificeret   |
| 2006 | Tyskland         | Ikke kvalificeret   |
| 2010 | Sydafrika        | Ikke kvalificeret   |

### Olympiske lege
| År   | Værtsby                | Rumæniens placering    |
| ---- | ---------------------- | ---------------------- |
| 1896 | Athen, Grækenland      | Var ikke på programmet |
| 1900 | St. Louis, USA         | Deltog ikke            |
| 1904 | Paris, Frankrig        | Deltog ikke            |
| 1906 | Athen, Grækenland      | Deltog ikke            |
| 1908 | London, Storbritannien | Deltog ikke            |
| 1912 | Stockholm, Sverige     | Deltog ikke            |
| 1920 | Antwerpen, Belgien     | Deltog ikke            |
| 1924 | Paris, Frankrig        | 2. runde               |
| 1928 | Amsterdam, Holland     | Ikke kvalificeret      |
| 1932 | Los Angeles, USA       | Var ikke på programmet |
| 1936 | Berlin, Tyskland       | Ikke kvalificeret      |
| 1948 | London, Storbritannien | Ikke kvalificeret      |
| 1952 | Helsinki, Finland      | 1. runde               |
| 1956 | Melbourne, Australien  | Ikke kvalificeret      |
| 1960 | Rom, Italien           | Ikke kvalificeret      |
| 1964 | Tokyo, Japan           | Kvartifnale            |
| 1968 | Mexico City, Mexico    | Ikke kvalificeret      |
| 1972 | München, Vesttyskland  | Ikke kvalificeret      |
| 1976 | Montreal, Canada       | Ikke kvalificeret      |
| 1980 | Moskva, Sovjetunionen  | Deltog ikke            |

### FIFA Confederations Cup
| År   | Værtsland        | Rumæniens placering |
| ---- | ---------------- | ------------------- |
| 1992 | Saudi-Arabien    | Deltog ikke         |
| 1995 | Saudi-Arabien    | Deltog ikke         |
| 1997 | Saudi-Arabien    | Deltog ikke         |
| 1999 | Mexico           | Deltog ikke         |
| 2001 | Sydkorea & Japan | Deltog ikke         |
| 2003 | Frankrig         | Deltog ikke         |
| 2005 | Tyskland         | Deltog ikke         |
| 2009 | Sydafrika        | Deltog ikke         |

## Aktuel trup
Følgende spillere blev udtaget til VM 2018 kvalifikations- og venskabskampen mod Polen og Chile den 10. juni og 13. juni 2017.

Antal kampe og mål er opdateret den 26. marts 2017 efter kampen mod Danmark .